# ドリュー・キャリー
ドリュー・キャリー（Drew Carey、1958年5月23日 - ）は、アメリカ合衆国オハイオ州クリーブランド生まれのコメディアン・司会者・プロデューサー・俳優・声優・脚本家である。

## 来歴
アメリカ合衆国国内にてテレビ番組の司会者として絶大な人気を誇るキャリーは、1958年にオハイオ州クリーブランドに生まれる。キャリーが8歳の頃に、父親は脳腫瘍で死去。地元の高校を卒業した後にケント州立大学へ進学。しかし3年在学した後に中退して、アメリカ海兵隊へ従軍。そこで6年間の兵役を終えた後に、デニーズのウェイターなどをしていた。
1985年あたりから、スタンダップ・コメディアンとして活動を始めて、1986年にはクリーブランドにあるコメディクラブでMCとしても活動。その後もクリーブランドやロサンゼルスなどのコメディハウスで活躍して、1991年にジョニー・カーソンが当時司会を務めていた『トゥナイト・ショー』へ出演。その後も人気に火が付き始めて、デイヴィッド・レターマン司会の番組など数々のテレビへ出演し始める。俳優としてもダン・エイクロイド主演のコメディ『コーンヘッズ』などへも出演して、才能を発揮。1997年には『Dirty Jokes and Beer: Stories of the Unrefined』というタイトルの本も執筆した。
1995年には、ABCによる『ドリュー・ケリー DE ショー!（The Drew Carey Show）』というタイトルの自身のレギュラー番組も持ち、ギャラも知名度も更にアップ。その後もいくつかのテレビ番組やクイズ番組で司会を務めており、多忙な日々を送っている。その人気から、アニメシリーズ『ザ・シンプソンズ』において本人役でゲスト出演も果たす。俳優として2000年に出演したテレビ映画の『ゼペッド（原題）』では、ピノキオを作り上げるゼペット爺さんを演じて、意表をついた。
2001年には、WWEのロイヤルランブルにゲスト出場した経験もある（結果はケインの登場に恐れをなして逃走）。2011年、WWE殿堂に迎えられた。

## 出演作品

### 映画
- コーンヘッズ Coneheads (1993)
- Sounds Dangerous (1995)
- ゼペット Gepetto (2000)
- House of Cards (2001)
- ロボッツ Robots (2005) 声の出演

### テレビ番組
- ドリュー・ケリー DE ショー! The Drew Carey Show (1995-2004)
- Whose Line Is It Anyway? (1998-2005)
- ザ・プライス・イズ・ライト The Price Is Right (2007-現在)

### テレビドラマ
- 新スーパーマン Lois & Clark: The New Adventures of Superman (1996)
- Home Improvement (1997)
- ふたりは最高! ダーマ&グレッグ Dharma & Greg (1997)

### テレビアニメ
- キング・オブ・ザ・ヒル King of the Hill (1999)
- ザ・シンプソンズ The Simpsons (2008)